# Троянки (Еврипид)
«Троя́нки» (др.-греч. Τρῳάδες, Trōiades) — трагедия древнегреческого драматурга Еврипида, впервые поставленная на сцене в 415 году до н. э. вместе с трагедиями «Александр» и «Паламед», единственная сохранившаяся часть трилогии о Троянской войне. Не имела большого успеха из-за своей антивоенной направленности. В 1972 году была экранизирована греческим режиссёром Михалисом Какояннисом.

## Сюжет и постановка
Действие трагедии происходит сразу после падения Трои. Захваченные в плен Гекуба, её дочь Кассандра и невестка Андромаха узнают, что они распределены между вождями ахейцев — Одиссеем, Агамемноном и Неоптолемом соответственно. У Андромахи отбирают её сына Астианакса, которого сбрасывают с городской стены. Кассандра предрекает несчастья ахейцам на обратном пути и по возвращении домой.
Позже появляется Елена. Она пытается оправдаться перед Менелаем, утверждая, что оказалась в Трое, потому что городу суждено было погибнуть, и из-за спора богинь. Но Гекуба опровергает все её доводы, и Менелай решает выдать неверную жену жителям Аргоса, дабы те побили её камнями. В финале стены Трои рушатся из-за пожара, и пленницы уходят к кораблям.
Еврипид описывает гибель Трои, находясь под впечатлением от разрушения афинянами Мелоса в 415 году до н. э.; все мужчины во взятом городе были убиты, а женщины и дети проданы в рабство. Драматург изображает войну как бедствие и для побеждённых, и для победителей, усиливая к тому же мотив нечестивости ахейцев и лишая поход на Трою какого-либо разумного обоснования.
Первая постановка «Троянок» на сцене состоялась в 415 году до н. э., во время Великих Дионисий. Исследователи отмечают, что трилогия, в которую входили «Троянки» (другими её частями были «Александр» и «Паламед»), — редчайший случай, когда Еврипид предложил для театрального состязания цикл пьес, тесно связанных с точки зрения сюжета и идеи. Однако антивоенная направленность трагедий оказалась неактуальной в тот момент, когда афиняне готовили Сицилийскую экспедицию. Из-за этого Еврипид стал всего лишь вторым, уступив победу Ксеноклу. Клавдий Элиан в своих «Пёстрых рассказах» назвал это решение судей смехотворным, позорным и недостойным Афин, заявив: «либо судьи были несведущи в поэзии, ничего не смыслили в ней и были неспособны вынести правильное суждение, либо их подкупили».

## Экранизация
В 1971 году греческий режиссёр Михалис Какояннис снял по мотивам «Троянок» одноимённый фильм со звёздами кино в главных ролях. Гекубу сыграла Кэтрин Хепбёрн, Андромаху — Ванесса Редгрейв, Кассандру — Женевьев Бюжо, Елену — Ирен Папас. Однако критики сочли подбор актёров, как и фильм в целом, не слишком удачным.